# 芳人
芳人（Fang），非洲中西部民族，屬於班圖尼格羅人種，又稱帕胡因人（Pahouin）、龐圭人、芳維人。主要分布在喀麥隆南部、赤道幾內亞、加彭北部以及剛果部分地區。使用芳語，屬於尼日爾-科爾多凡語系西北班圖語群。使用拉丁字母拼寫的文字。多信萬物有靈，崇拜祖先、土地神和水神，部分人信基督教。共分 6 個部族、112 個部落 ，其中：埃翁多族有22個部落；貝內族有14個部落；布盧族有11個部落；恩圖穆族有26個部落；姆韋族有13個部落；有26個部落。以父系氏族為基礎，社會組織分為家庭、村莊、家族、氏族4級。實行一夫多妻制。主要種植木薯、芋頭、玉米和芭蕉，兼事狩獵和採集。民間藝術與原始宗教信仰有密切關係，主要為造型藝術和面具雕刻等。村落中均有一座造型別緻的公房，供全村用於開會議事、接待客人或娛樂活動。

## 民族分布、人口與語言
芳人分布在喀麥隆南部(160萬)、赤道幾內亞(25萬)、加彭北部(35萬)以及剛果部分地區，總人口大約為221萬人。芳人使用芳語，其屬於尼日爾-科爾多凡語系西北班圖語群。而文字上使用拉丁字母拼寫的文字。

## 地理環境
芳人分布的地區大多為炎熱、潮濕的赤道雨林。

## 歷史沿革
18世紀末時芳人從薩納加河右岸熱帶草原地區南遷至沿海雨林區。而後在19世紀末起先后遭受德國(1887)、法國(1916)的殖民統治。殖民統治結束後，在1960年起先後獲得所在國的國家獨立。

## 社會、家庭、婚姻
芳人為父系社會，其社會組織分為家庭、村莊、家族、氏族4級，組成方式為幾個共同血統的家庭住在同一個村莊，而幾個相近血統的村莊組成 一個家族(氏族)。其中氏族由酋長所領導，這位酋長擁有宗教權威。家族則是由年長者作為家族首領，在家族中無等級制度。村莊的領導者為世襲的，為建立起村莊的家庭成員後代擔任。這種制度到現在領導者權力已變小，決策改由共識來決定。芳人實行一夫多妻制，在此制度下男女關係不平等，產生了他們友誼比愛情高貴的想法。

## 產業與生活
芳人的主食為木薯、芋頭、玉米，而因為殖民地的背景種植巴蕉、可可、花生、棕櫚等經濟作物，擁有最密集的種植園，並兼事狩獵和採集。芳人沒有固定的吃飯時間，食物的多寡是唯一限制，有東西就吃，吃到沒有食物就停止。
在殖民統治下對外貿易木頭、象牙。
芳人的住宅為長方形茅屋，一般有兩處，一處位於道路邊並與道路平行、背對森林，另一處位於林間空地的農作物旁。而在村落裡面有一個特別漂亮、寬敞的公房，供全村用於開會議事、接待客人、調解糾紛或從事娛樂活動。

## 信仰與習俗

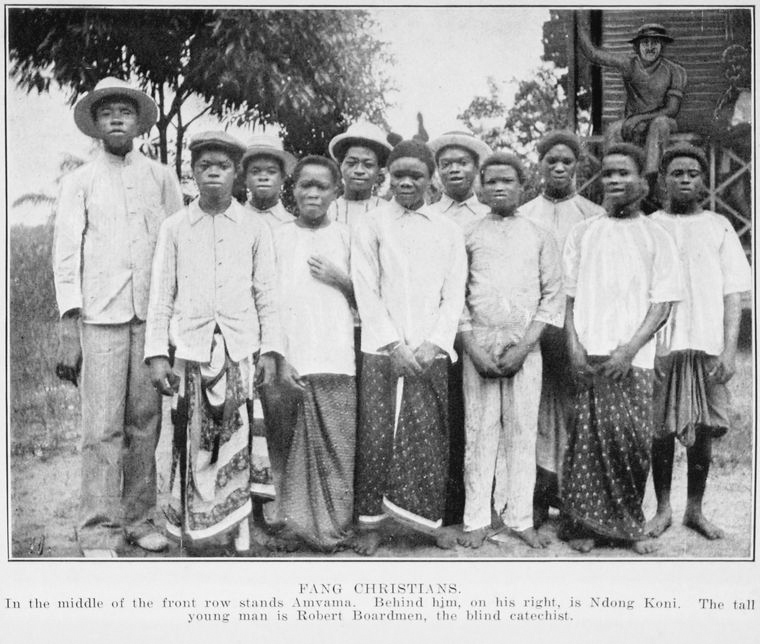
信仰基督教的芳人

芳人被認為是具有侵略性的勇士，在17世紀以前有吃人肉的習俗。芳人相信祖先的骨頭含有和其在世時相同的能量，所以會將祖先的骨頭放進木頭盒子中保存。在宗教上信奉泛靈信仰，他們崇拜祖先、土地神和水神，並會用巫術懲罰有罪之人，然而有部分人信奉基督教。

## 文學與藝術

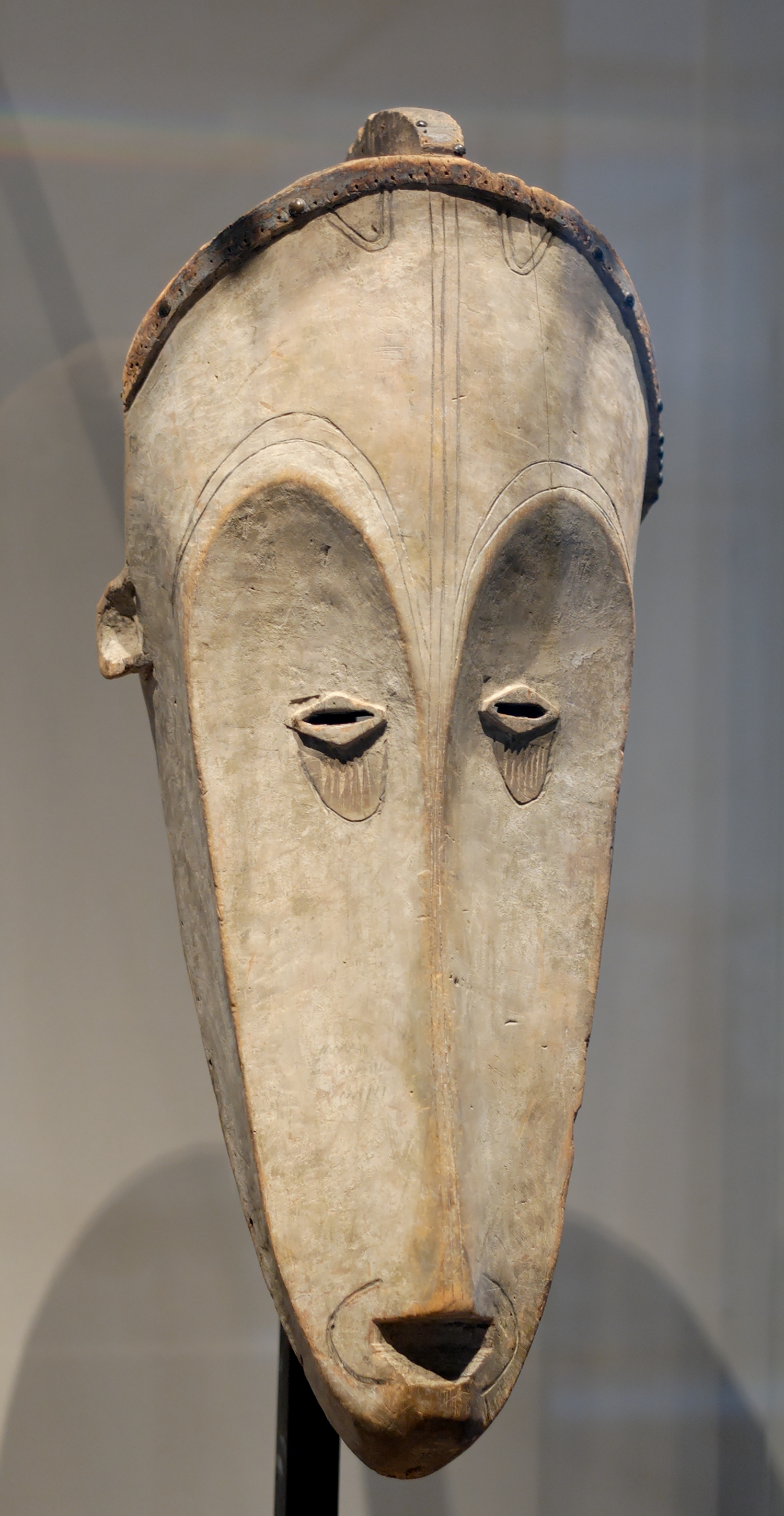
芳人面具

芳人的藝術與原始宗教有密切關係，主要為造型藝術和面具雕刻，其面具使用為領導者戴上面具後能藉此和祖先溝通，並也能用於狩獵儀式。現在這項技藝已漸漸沒落，故傳教士鼓勵雕刻師做面具，把眼光看向新興的觀光業，面具便淪為觀光市場的產品。
跟当地其他族群相比，芳人更重视教育，文化层次普遍较高，多从事文职类工作，收入和社会地位也明显要高一些｡

## 著名人士
加彭首任總統萊昂·姆巴為芳人。
赤道几内亚首任总统弗朗西斯科·马西亚斯·恩圭马是芳族。